# Cratere Schlüter
Schlüter è un cratere lunare di 87,55 km situato nella parte sud-occidentale della faccia visibile della Luna.